# Поликратия Аргосская
Поликратия Аргосская (др.-греч. Πολυκρατία) — жена македонского царя Филиппа V.

## Биография
Поликратия родилась в Аргосе. Вышла замуж за Арата Младшего и родила сына, также названного Аратом, который впоследствии был послом Ахейского союза.
Македонский царь, гостя у Арата Сикионского, соблазнил жену его сына. Арат Старший догадался об отношениях невестки с Филиппом, но «сыну ни о чём не рассказывал: ведь ничего, кроме сознания собственного позора, молодому Арату это дать не могло, ибо отомстить обидчику он был не в силах.»
После смерти Арата Филипп увез Поликратию в Македонию.
Некоторые современные историки, например, Карл Белох, полагают, что Поликратия была матерью старшего сына Филиппа Персея. Однако это не подтверждено ни одним из древних авторов.